# کونوش (استان خاسکوو)
کونوش (به بلغاری: Konush) یک منطقهٔ مسکونی در بلغارستان است که در شهرستان هاسکوفو واقع شده‌است.